# 핀포레스트
핀포레스트(Finnforest)는 핀란드의 프로그레시브 록 밴드이다. 70년대 초 쿠오피오에서 결성되었다.

## 개요
밴드는 기타의 페카와 드럼의 주씨 테겔만 형제를 주축으로 결성되었고 1집을 러브 레코드에서 발매했다. 보컬없이 연주된 재즈, 프로그 앨범이었다. 1집은 비그밤의 영향을 받았다.
77년에는 Petri Petterssonin의 솔로앨범 Nuoruus의 백밴드를 맡기도 했다.

## 앨범
- Finnforest (Love Records LRLP 136, 1975)
- Lähtö matkalle (LRLP 193, 1976)
- Demonnights (LRLP 306, 1979)
- Jargon (as Jargon)